# Diocesi di Baie-Comeau
La diocesi di Baie-Comeau (in latino Dioecesis Sinus Comoënsis) è una sede della Chiesa cattolica in Canada suffraganea dell'arcidiocesi di Rimouski. Nel 2023 contava 85.189 battezzati su 89.334 abitanti. È retta dal vescovo Pierre Charland, O.F.M.

## Territorio
La diocesi comprende la regione amministrativa del Côte-Nord in Canada.
Sede vescovile è la città di Baie-Comeau, dove si trova la cattedrale di San Giovanni Eudes.
Il territorio si estende su 300.281 km² ed è suddiviso in 55 parrocchie.

## Storia

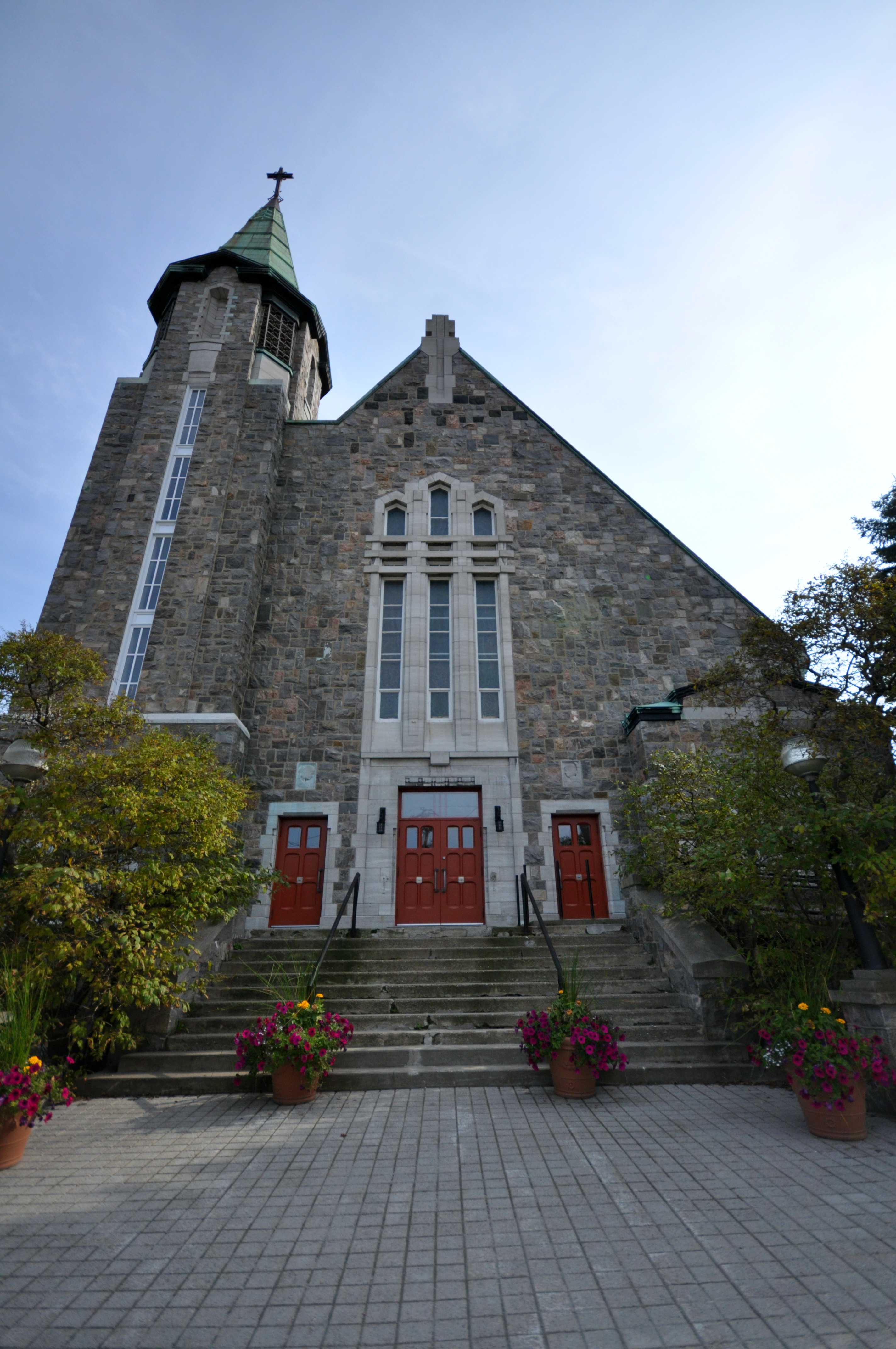
La chiesa di Sainte-Amélie, primitiva cattedrale della diocesi.

La prefettura apostolica del Golfo di San Lorenzo fu eretto il 29 maggio 1882, ricavandone il territorio dalla diocesi di Rimouski (oggi arcidiocesi).
Il 12 settembre 1905 la prefettura apostolica fu elevata a vicariato apostolico.
Il 13 luglio 1945 cedette una porzione del suo territorio a vantaggio dell'erezione del vicariato apostolico del Labrador (in seguito divenuta diocesi di Labrador City-Schefferville).
Il 24 novembre dello stesso anno per effetto della bolla Ad christifidelium bonum di papa Pio XII il vicariato apostolico si ampliò, incorporando una porzione di territorio che era appartenuta alla diocesi di Chicoutimi, e contestualmente fu elevato a diocesi, con il nome di diocesi del Golfo di San Lorenzo. In questa occasione la sede vescovile venne traslata da Havre-Saint-Pierre a Baie-Comeau, dove fu eretta a cattedrale la chiesa di Sainte-Amélie. Il vescovo Gérard Couturier, nominato a dicembre 1956, dette avvio alla costruzione della nuova cattedrale, dedicata a San Giovanni Eudes, nella località di Hauterive.
Originariamente suffraganea dell'arcidiocesi di Québec, il 9 febbraio 1946 è entrata a far parte della provincia ecclesiastica della sede di Rimouski, contestualmente elevata al rango di arcidiocesi metropolitana.
Il 29 febbraio 1960, con il trasferimento della sede vescovile da Baie-Comeau a Hauterive, la diocesi assunse il nome di "diocesi di Hauterive" (in latino: Dioecesis Altaripensis), nome che manterrà fino al 14 luglio 1986, quando ha assunto il nome attuale, in seguito alla soppressione del comune di Hauterive e alla sua annessione a quello di Baie-Comeau.
Il 31 maggio 2007 si è ampliata, includendo una porzione del territorio della diocesi di Labrador City-Schefferville, che è stata contestualmente soppressa.

## Cronotassi dei vescovi
Si omettono i periodi di sede vacante non superiori ai 2 anni o non storicamente accertati.
- François-Xavier Bossé † (1882 - 1892 dimesso)
- Michel-Thomas Labrecque † (1892 - 1903 dimesso)
- Gustave Maria Blanche, C.I.M. † (21 agosto 1903 - 26 luglio 1916 deceduto)
- Patrice Alexandre Chiasson, C.I.M. † (27 luglio 1917 - 9 settembre 1920 nominato vescovo di Chatham)
- Julien-Marie Leventoux, C.I.M † (28 marzo 1922 - gennaio 1938 dimesso)
- Napoléon-Alexandre Labrie, C.I.M † (30 marzo 1938 - 1º dicembre 1956 dimesso[3])
- Gérard Couturier † (27 dicembre 1956 - 7 settembre 1974 dimesso)
- Jean-Guy Couture † (21 giugno 1975 - 5 aprile 1979 nominato vescovo di Chicoutimi)
- Roger Ébacher (30 giugno 1979 - 30 marzo 1988 nominato vescovo di Gatineau-Hull)
- Maurice Couture, R.S.V. † (1º dicembre 1988 - 17 marzo 1990 nominato arcivescovo di Québec)
- Joseph Paul Pierre Morissette (17 marzo 1990 - 3 luglio 2008 nominato vescovo di Saint-Jérôme)
- Jean-Pierre Blais (12 dicembre 2008 - 18 febbraio 2025 ritirato)
- Pierre Charland, O.F.M., dal 18 febbraio 2025

## Statistiche
La diocesi nel 2023 su una popolazione di 89.334 persone contava 85.189 battezzati, corrispondenti al 95,4% del totale.
| anno | popolazione | popolazione | popolazione | presbiteri | presbiteri | presbiteri | presbiteri                | diaconi | religiosi | religiosi | parrocchie |
| anno | battezzati  | totale      | %           | numero     | secolari   | regolari   | battezzati per presbitero | diaconi | uomini    | donne     | parrocchie |
| ---- | ----------- | ----------- | ----------- | ---------- | ---------- | ---------- | ------------------------- | ------- | --------- | --------- | ---------- |
| 1950 | 28.000      | 30.000      | 93,3        | 46         | 24         | 22         | 608                       |         | 32        | 110       | 27         |
| 1966 | 83.950      | 85.857      | 97,8        | 120        | 82         | 38         | 699                       |         | 55        | 329       | 42         |
| 1970 | 86.000      | 90.000      | 95,6        | 118        | 78         | 40         | 728                       |         | 76        | 308       | 44         |
| 1976 | 97.483      | 102.824     | 94,8        | 91         | 56         | 35         | 1.071                     |         | 64        | 275       | 52         |
| 1980 | 120.000     | 121.900     | 98,4        | 83         | 53         | 30         | 1.445                     |         | 56        | 295       | 50         |
| 1990 | 96.128      | 98.521      | 97,6        | 65         | 44         | 21         | 1.478                     | 8       | 42        | 152       | 50         |
| 1999 | 92.665      | 95.642      | 96,9        | 50         | 31         | 19         | 1.853                     | 7       | 28        | 93        | 49         |
| 2000 | 93.126      | 96.277      | 96,7        | 49         | 31         | 18         | 1.900                     | 7       | 27        | 88        | 49         |
| 2001 | 94.369      | 96.277      | 98,0        | 48         | 31         | 17         | 1.966                     | 7       | 26        | 83        | 45         |
| 2002 | 89.298      | 90.859      | 98,3        | 46         | 28         | 18         | 1.941                     | 7       | 27        | 72        | 45         |
| 2003 | 89.261      | 90.907      | 98,2        | 43         | 27         | 16         | 2.075                     | 7       | 25        | 64        | 45         |
| 2004 | 89.232      | 90.907      | 98,2        | 41         | 27         | 14         | 2.176                     | 7       | 19        | 64        | 45         |
| 2006 | 90.800      | 92.600      | 98,1        | 36         | 25         | 11         | 2.522                     | 8       | 16        | 59        | 44         |
| 2012 | 90.400      | 98.400      | 91,9        | 34         | 25         | 9          | 2.658                     | 7       | 9         | 37        | 55         |
| 2015 | 93.500      | 101.700     | 91,9        | 29         | 24         | 5          | 3.224                     | 8       | 5         | 30        | 55         |
| 2018 | 96.850      | 105.340     | 91,9        | 32         | 24         | 8          | 3.026                     | 7       | 8         | 18        | 55         |
| 2020 | 99.400      | 108.150     | 91,9        | 27         | 20         | 7          | 3.681                     | 7       | 7         | 11        | 55         |
| 2022 | 89.151      | 93.436      | 95,4        | 27         | 20         | 7          | 3.301                     | 7       | 7         | 11        | 55         |
| 2023 | 85.189      | 89.334      | 95,4        | 23         | 17         | 6          | 3.703                     | 7       | 6         | 8         | 55         |